# Swertia intermixta
Swertia intermixta är en gentianaväxtart som beskrevs av Achille Richard. Swertia intermixta ingår i släktet Swertia och familjen gentianaväxter. Inga underarter finns listade i Catalogue of Life.